# Markgräfliches Schloss Erlangen
Das ab 1700 in Erlangen erbaute Markgräfliche Schloss Erlangen bildet zusammen mit Schlossgarten, Orangerie und Konkordienkirche das erste vollständige neu konzipierte, in sich geschlossene Barockensemble Frankens.

## Geschichte
Der Bau des ehemaligen markgräflichen Schlosses wurde im Auftrag des Erbprinzen von Brandenburg-Bayreuth Georg Wilhelm im Jahre 1700 von dem Architekten Antonio della Porta  und Jaques Bourdin de la Fond im Barockstil unter dem Einfluss französischer Klassizistik begonnen. Nach dem Tod della Portas 1702 führte Gottfried von Gedeler die Arbeiten weiter und vollendete das Bauwerk im Jahre 1704. Bereits 1703 erwarb Markgraf Christian Ernst das noch unfertige Schloss, um es seiner dritten Gemahlin Elisabeth Sophie zu schenken („Elisabethenburg“). Auf den Attiken befinden sich antike Gottheiten in Form von Sandsteinstatuen des Bayreuther Hofbildhauers Elias Räntz.

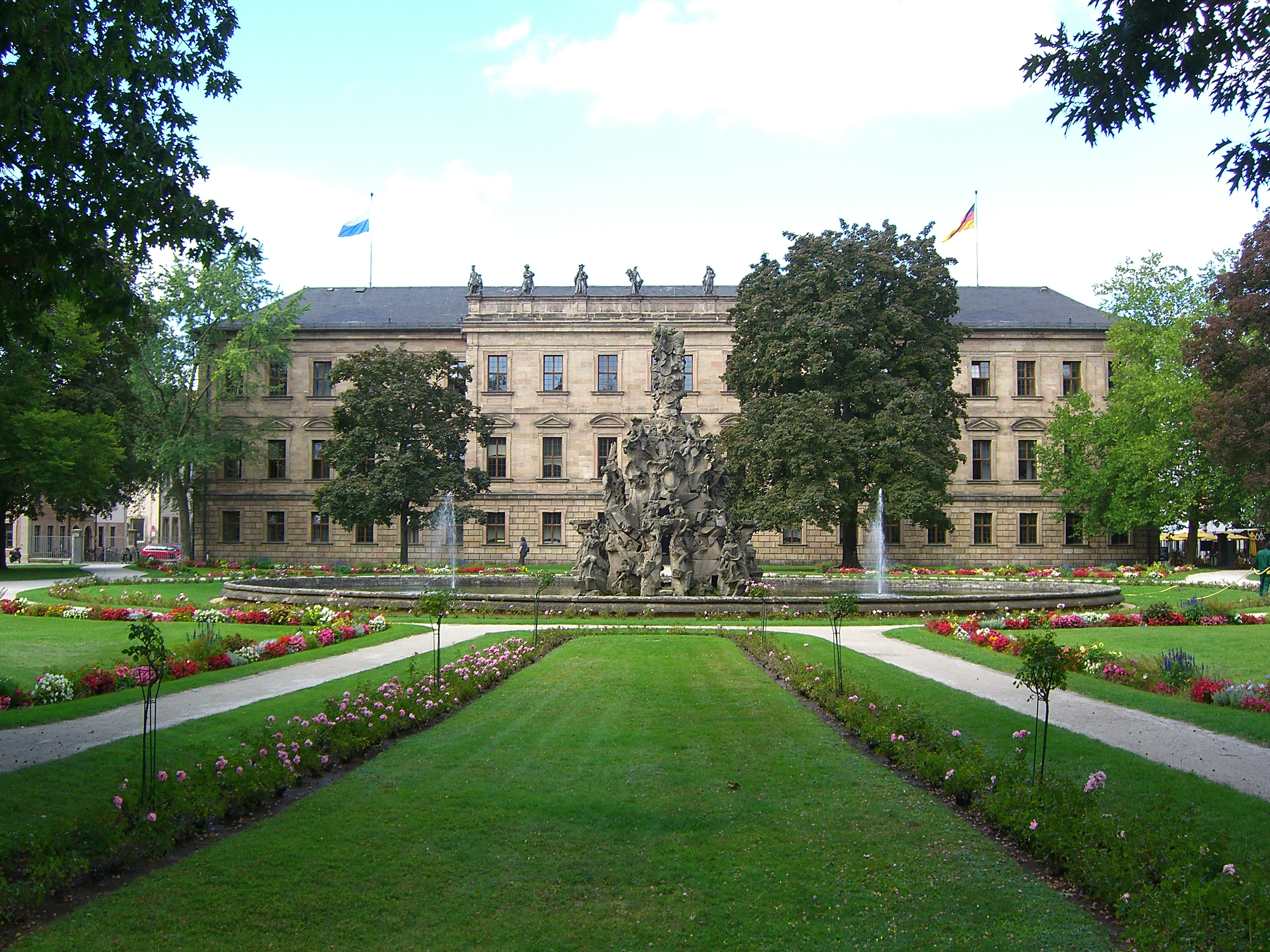
Ostfassade im Schlossgarten, 2006

Hinter dem Schloss entstand ein 280 Meter breiter und 550 Meter langer Schlossgarten mit Orangerie (1706 fertiggestellt), Konkordienkirche (1706; heute Geologisches Institut), Hugenottenbrunnen, Reiterstandbild sowie dem heute nicht mehr vorhandenen Heckentheater. Es entstand hier das erste in sich geschlossene, barocke höfische Bautenensemble Frankens.
Nach einer kurzen Zeit als fürstlicher Aufenthaltsort diente das Schloss bis zu Beginn des 19. Jahrhunderts als Witwensitz zunächst für Elisabeth Sophie und dann für Sophia von Sachsen-Weißenfels. 1764 bezog die verwitwete Markgräfin Sophie Caroline Marie das Erlanger Schloss und lebte hier mit ihrem rund 40 Personen umfassenden Hofstaat fast 50 Jahre lang. Sie empfing zahlreiche Gäste im Schloss, darunter zweimal König Friedrich Wilhelm von Preußen. Im Schloss traf sich die Erlanger Gesellschaft: allen voran die Professoren, die Sophie ihre neuesten wissenschaftlichen Erkenntnisse vortrugen.
Da die zu den zehn Hauptkaminen führenden Nebenschlote nur schwer gereinigt werden konnten, kam es bereits im 18. Jahrhundert zu mehreren Bränden. Dennoch wurde zu Neujahr 1814 die Stelle des Schornsteinfegers eingespart. Am 14. Januar 1814 brach auf einem mit Gerümpel gefüllten Dachboden ein Brand aus, der nicht mehr gelöscht werden konnte, weil das Wasser bei −25 °C in den Schläuchen gefror und die Spritzen auch mit angewärmten Wasser die notwendige Höhe nicht erreichten. Das Schloss brannte vollständig aus, nur das Mobiliar konnte gerettet werden. Markgräfin Sophie Caroline Marie war zum Umzug in das nahe Palais Stutterheim gezwungen. Von der originalen Innenausstattung ist deshalb nichts mehr erhalten. In ihrem Testament vermachte die Markgräfin das Schloss mit Nebengebäuden der Universität.

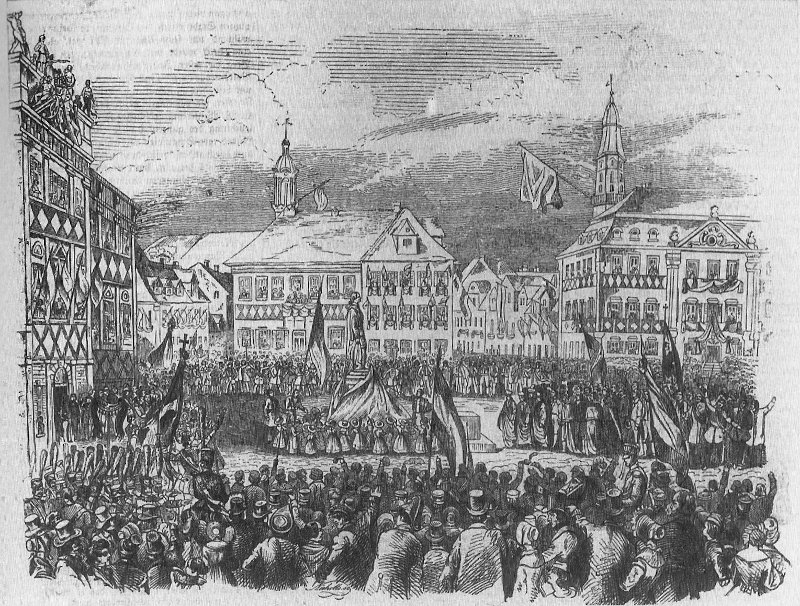
Enthüllung der Markgrafenstatue vor dem Schloss zur 100-Jahr-Feier der Universität 1843

Erst 1821 bis 1825 wurde das Schloss nach Plänen des Universitätsbaumeisters Friedrich Wilhelm Örtel wieder aufgebaut und für die Zwecke der Friedrich-Alexander-Universität hergerichtet. Das Gebäude erhielt ein wesentlich flacheres Dach als das ursprüngliche Bauwerk. Untergebracht wurden im Schloss die Universitätsbibliothek, wovon heute noch massive Säulen im ersten Obergeschoss zeugen, sowie Hörsäle und Seminarräume. In den Weltkriegen wurde es als Reservelazarett genutzt. Seit 1945 dient es ausschließlich der Universitätsverwaltung.
Ab dem Jahr 2022 wurde mit den Planungen zur Generalsanierung des Schlosses begonnen, im Jahr 2025 erfolgte im Vorfeld der Sanierung der Auszug der Universitätsverwaltung aus dem Schloss.

## Technische Daten
- Breite: 65 Meter
- Tiefe [Seiten]: 20 Meter
- Tiefe [Mitte]: 26 Meter
- Höhe: 21 Meter